# Leucania lucbana
Leucania lucbana là một loài bướm đêm trong họ Noctuidae.